# Banhèras de Luishon
Banhèras de Luishon o Lushon (nom occità) (en francès: Bagnères-de-Luchon, Luchon) és un municipi occità del Luishonès, a la Gascunya, situat al departament de l'Alta Garona i a la regió d'Occitània. L'any 2010 tenia 2.593 habitants.
Es considera la capital del parçan o comarca d'Occitània del Luishonès.
Cap a l'est, Luishon comunica amb la Vall d'Aran pel Portilló; a l'oest, amb la vall de Loron, pel coll de Pèira Sorda; i, al sud, amb la vall de Benasc, pel Portilló de Benasc.
Té un balneari i una estació d'esquí (Luchon-Superbagnères). Fou lloc de residència d'Alexandre Dumas, que va viure a la Ville Marie, al Boulevard Henry Gorsse.

## Fills il·lustres
- David Devriès (1881-1936), tenor lleuger d'òpera.